# Paleoproterozoikum
| Prekambrium                  | Prekambrium          | Prekambrium   | Prekambrium       |
| Eon                          | Era                  | Period        | Miljoner år sedan |
| ---------------------------- | -------------------- | ------------- | ----------------- |
| Fanero- zoikum               | Paleozoikum          | Kambrium      | senare            |
| Protero- zoikum              | Neo- proterozoikum   | Ediacara      | 635–541           |
| Protero- zoikum              | Neo- proterozoikum   | Kryogenium    | 720–635           |
| Protero- zoikum              | Neo- proterozoikum   | Tonium        | 1000–720          |
| Protero- zoikum              | Meso- proterozoikum  | Stenium       | 1200–1000         |
| Protero- zoikum              | Meso- proterozoikum  | Ectasium      | 1400–1200         |
| Protero- zoikum              | Meso- proterozoikum  | Kalymmium     | 1600–1400         |
| Protero- zoikum              | Paleo- proterozoikum | Staterium     | 1800–1600         |
| Protero- zoikum              | Paleo- proterozoikum | Orosirium     | 2050–1800         |
| Protero- zoikum              | Paleo- proterozoikum | Ryacium       | 2300–2050         |
| Protero- zoikum              | Paleo- proterozoikum | Siderium      | 2500–2300         |
| Arkeikum                     | Neoarkeikum          |               | 2800–2500         |
| Arkeikum                     | Mesoarkeikum         |               | 3200–2800         |
| Arkeikum                     | Paleoarkeikum        |               | 3600–3200         |
| Arkeikum                     | Eoarkeikum           |               | 4000–3600         |
| Hadeikum                     |                      |               | 4600–4000         |
| Jorden bildas                | Jorden bildas        | Jorden bildas | tidigare          |
| Se även Geologisk tidsskala. |                      |               |                   |

Paleoproterozoikum var en geologisk era som sträckte sig från för 2500 till för 1600 miljoner år sedan. Paleoproterozoikum tillhör eonen proterozoikum.